# 캠프 보니파스
캠프 보니파스(Camp Bonifas)는 대한민국 경기도 파주시 문산읍, 비무장 지대 남쪽 400 m, 군사분계선 2,400 m 남쪽에 있는 대한민국 육군과 주한 미군의 합동 군영이다.

## 역사
한국 전쟁 이후 정전 협정이 체결된 판문점 인근에 설치된 뒤 미국이 군사적 목적을 위해서 보유하고 있다가 2006년에 대한민국에 반환하였고 과거부터 캠프 보니파스에는 주한 미군 일부 요원과 중립국 감독위원회의 감시단이 오늘날까지 주둔하고 있다. 
이들의 주요 임무는 1953년에 대한민국과 북한 사이에 체결된 정전협정을 감시하며 서로의 무력 도발을 억제하는 것이다.
그리고 오늘날에는 주한미군 육군, 유엔군사령부 병력과 중립국감독위원회 인원들은 이곳에서 근무하고 있는데 이 기지 안에서 대한민국과 주한 미군 장병들은 비무장 지대 관람과 공동경비구역 관광 프로그램을 운영하며 영화 공동경비구역 JSA에서 잘 묘사된 JSA 경비대대가 이곳에서 근무하고 있다. 
이 기지는 예전에 캠프 키티호크(Kitty Hawk), 캠프 리버티벨(Camp Liberty Bell)로 나뉘어 있었으나 1976년 8월 18일 판문점 도끼 살인 사건 당시 조선인민군에게 살해된 주한 미국 육군 소속의 아서 조지 보니파스 대위(사후 소령)를 기리기 위해 그의 이름을 따서 개명하고 두 기지를 통합하였다.
기지 안에는 인조 잔디로 조성된 파3 원홀 골프 코스가 있는데 이 골프 코스의 3면은 지뢰 지대로 둘러 쌓여 있기에 스포츠 일러스트레이트는 이 곳을 "세계에서 가장 위험한 골프장"이라고 불렀으며 최소 한번의 지뢰 폭발이 있었다고 보고되었다.

## 갤러리

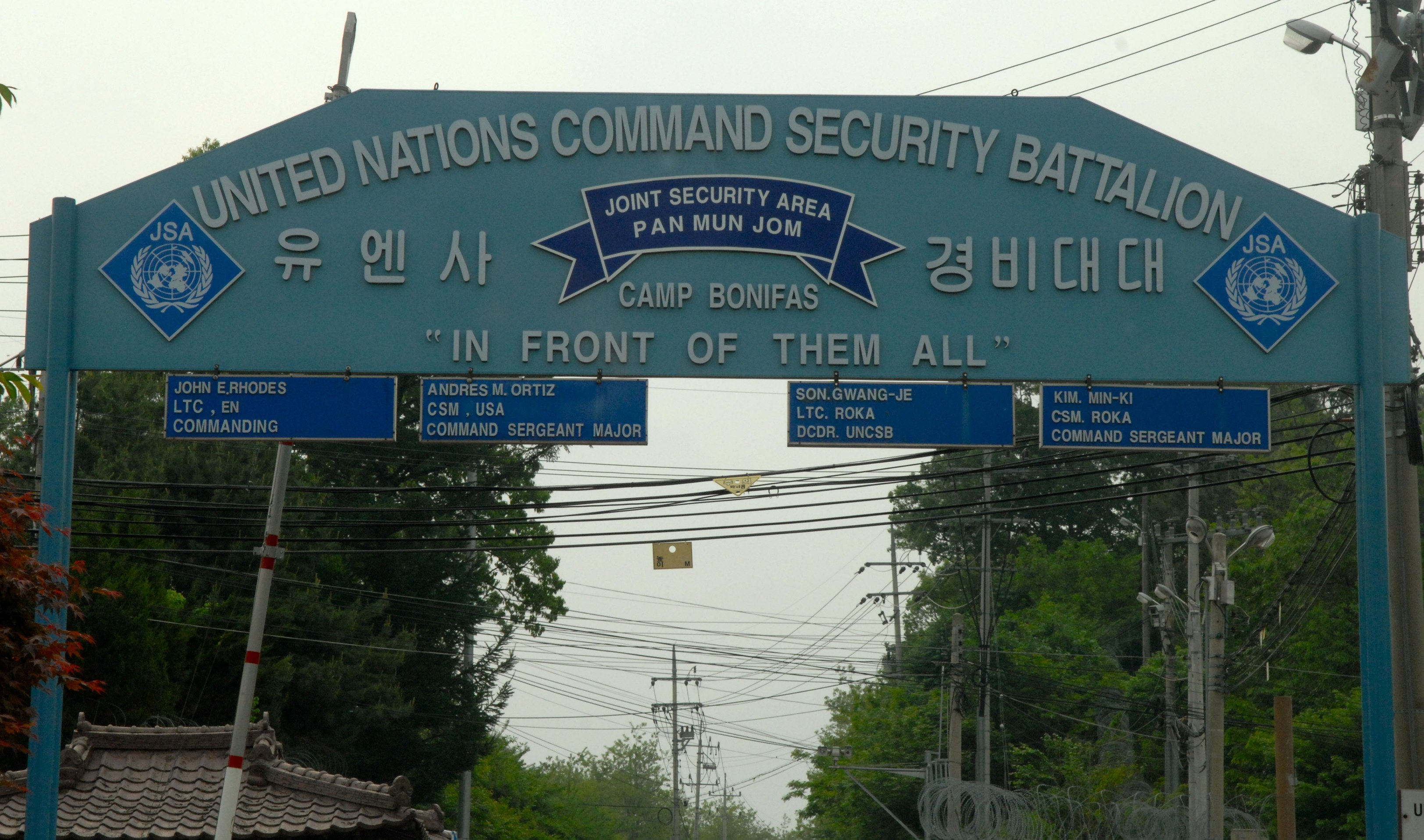
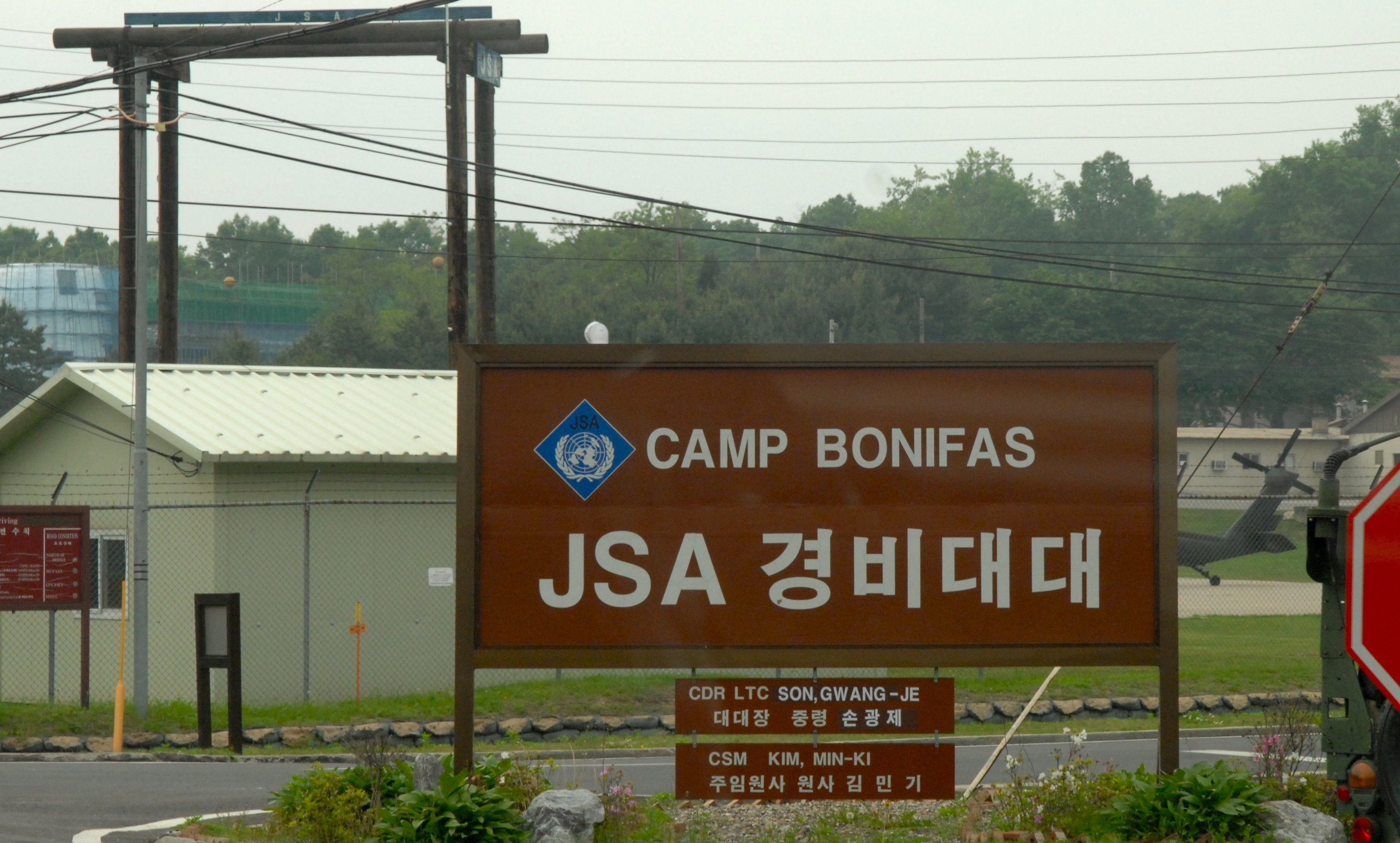
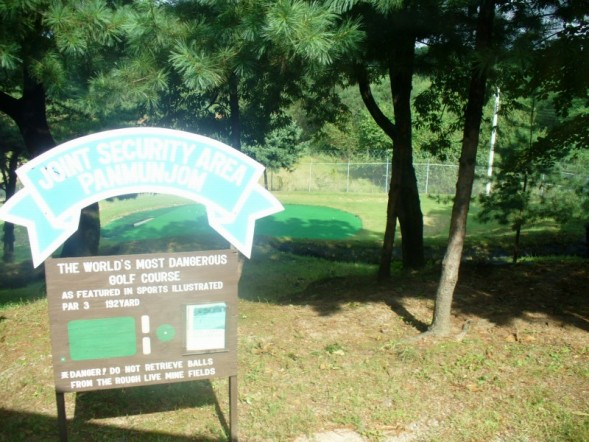
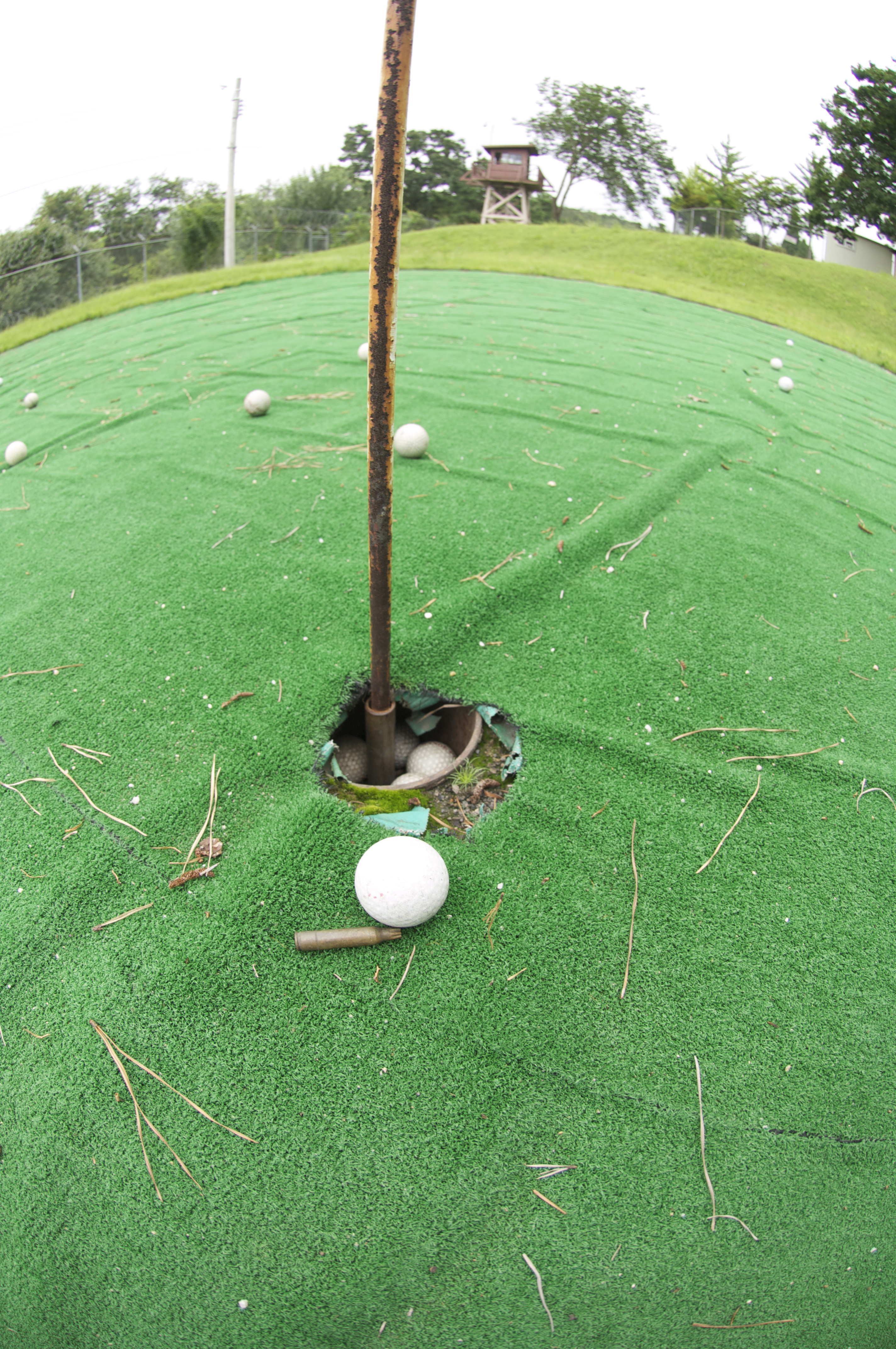

## 같이 보기
- 공동경비구역
- 주한 미군의 시설 목록
- 판문점
- 판문점 도끼 만행 사건
- 유엔군사령부